# Titani(II) oxide
Titan(II) oxide (công thức hóa học: TiO) là một hợp chất vô cơ của titan và oxy. Nó có thể được điều chế từ titan(IV) oxide và kim loại titan ở 1500 ℃. Nó không phải chất phân cực trong phạm vi TiO0,7 đến TiO1,3 và điều này là do các khoảng trống của Ti hoặc O trong cấu trúc muối mỏ biến dạng. Trong TiO nguyên chất, 15% Ti và O đều rỗng. Việc ủ cẩn thận có thể gây ra sự sắp xếp thứ tự các chỗ trống tạo ra tinh thể dạng đơn nghiêng có 5 đơn vị TiO trong phân tử gốc thể hiện điện trở suất thấp hơn. Một dạng nhiệt độ cao với các nguyên tử titan có dạng phối trí lăng trụ tam giác cũng được biết đến. Dung dịch acid của TiO ổn định trong một thời gian ngắn sau đó bị phân hủy để tạo ra hydro:
2Ti2+ (dd) + 2 H+ (dd) → 2Ti3+ (dd) + H2 (k)
TiO pha khí cho thấy các dải mạnh trong quang phổ của các sao lạnh (loại M). Năm 2017, lần đầu tiên TiO được phát hiện trong khí quyển ngoài hành tinh; kết quả này vẫn còn được tranh luận trong các tài liệu. Ngoài ra, người ta đã thu được bằng chứng về sự xuất hiện của phân tử TiO đime trong môi trường giữa các vì sao.